# Пименов, Игорь Анатольевич
И́горь Анато́льевич Пи́менов (18 марта 1964, Орехово-Зуево, Московская область, СССР — 29 июля 2024, Орехово-Зуево, Московская область, Россия) — советский и российский футболист, нападающий, полузащитник.

## Карьера

### Клубная
В 1985—1994 году защищал цвета клуба «Знамя Труда». Во всех соревнованиях за клуб провёл 319 матчей, забил 99 мячей. В 1994 году подписал контракт с воскресенским «Гигантом». В 1995 году перешёл в «Индустрию». В 1995 году пополнил ряды «Чкаловца». В 1997—1998 годах защищал цвета щёлковского «Спартака». В 1999 году подписал контракт с владимирским «Торпедо», а через полгода перешёл в «Космос» из города Электросталь. Завершил карьеру в 2002 году.

### Административная
В 2007 году был начальником команды «Знамя Труда».

## Достижения
- Серебряный призёр Второй лиги (2): 1992 (3-я зона), 1998 (зона «Запад»)
- Бронзовый призёр Второй лиги (2): 1985 (1-я зона), 1999 (зона «Центр»)

## Личная жизнь
Сын футболиста и тренера Анатолия Пименова (1937—1998). Младший брат Михаил (род. 1967) — также футболист.